# Steve Rubell
Steve Rubell (New York, 2 dicembre 1943 – New York, 25 luglio 1989) è stato un imprenditore statunitense, celebre per aver gestito lo Studio 54 di Manhattan insieme al socio e amico Ian Schrager.

## Biografia

### Primi anni
Steve Rubell e suo fratello Don trascorsero la propria infanzia in una famiglia ebrea a Brooklyn. Suo padre Philip, ex postino, era un tennista professionista. Rubell frequentò la Wingate High School e si rivelò anch'egli un discreto giocatore di tennis, ma decise di non cimentarsi al livello professionistico.
Dopo il diploma, Rubell si iscrisse alla Syracuse University con l'intento di diventare un dentista, ma le bocciature agli esami lo spinsero a cambiare facoltà e passare a Storia e Finanza. Pur non essendo uno studente eccellente, riuscì comunque a ottenere un bachelor e un master in Finanza. Durante gli anni alla Syracuse, all'interno della confraternita Sigma Alpha Mu, Rubell conobbe lo studente di diritto Ian Schrager, con il quale strinse un'amicizia e un sodalizio negli affari che durò tutta la vita.
Rubell diventò membro della Guardia Nazionale, e dopo un periodo di servizio in una sezione dell'intelligence militare, fece ritorno a New York per lavorare come agente di cambio in una piccola società di Wall Street. Ben presto, però, Rubell decise di voler diventare un imprenditore, scegliendo di partire nel settore della ristorazione. Aprì pertanto due ristoranti, uno a Bayside (Queens), e uno a Mystic, nel Connecticut (chiamato The Tivoli).

### Lo Studio 54
Nel 1974, Rubell e Schrager si unirono in società per aprire una bisteccheria nel Queens, fino a gestire insieme un'intera catena di ristoranti. Schrager, diversamente da Rubell, era un assiduo frequentatore di feste nei locali notturni di Manhattan, e propose perciò l'idea di aprire alcuni night club di loro proprietà. Inizialmente, quindi, fondarono due club, uno a Boston, e l'altro nel Queens (l'Enchanted Garden).
Il 26 aprile 1977 i due soci inaugurarono lo Studio 54, realizzato all'interno di un ex studio televisivo al numero 254 della West 54th Street (da qui il nome) a Midtown, dopo un anno di lavori di ristrutturazione. Numerose erano le novità assolute che si verificavano in questo locale. Una delle più "chiacchierate" era la rigida selezione dei clienti: Rubell passava gran parte delle serate all'ingresso, facendo entrare solo coloro che rispettavano i suoi standard di bellezza e stile. Egli invitava numerosissime celebrità, garantendo feste sfavillanti e regali, ma a volte nemmeno le celebrità erano immuni alla selezione. La sua tattica di promozione funzionò, e il club fruttò 7 milioni di dollari solo nel primo anno, diventando l'epicentro globale della cultura disco.

### Il declino e il ritorno
Nel dicembre 1978 si verificò un'incursione della polizia nello Studio 54 dopo che Rubell, in un'intervista, aveva affermato che solo la mafia guadagnasse più soldi di quanti ne avesse incassati il suo club. Nel giugno 1979, Rubell e Schrager furono accusati di evasione fiscale, ostruzione della giustizia e falso in bilancio per un'incongruenza di circa 2,5 milioni di dollari nei registri degli incassi, secondo una procedura che lo stesso Rubell chiamava "entrate, uscite e scrematura." Nel corso dei sopralluoghi vennero rinvenuti anche ingenti quantitativi di droghe (principalmente cocaina).
Una seconda operazione di polizia scattò nel dicembre 1979. Rubell e Schrager scelsero il celebre avvocato Roy Cohn come proprio difensore, ma il 18 gennaio 1980 furono condannati a 3 anni e mezzo di prigione e al pagamento di una multa di 20 000 dollari a testa per evasione fiscale. Rubell e Schrager entrarono in prigione il 4 febbraio 1980, vendendo lo Studio 54 nel novembre dello stesso anno per 4,75 milioni di dollari.
Furono rilasciati nel gennaio 1981, dopo aver collaborato con la polizia nelle indagini sugli altri proprietari di locali coinvolti nell'evasione fiscale. Una volta liberi, Rubell e Schrager acquistarono l'Executive Hotel su Madison Avenue, cambiandogli il nome in Morgan's. In seguito, i due inaugurarono il Palladium, una spaziosa discoteca che divenne nota per le esibizioni di opere d'arte di Keith Haring, Jean-Michel Basquiat e Andy Warhol.

### La morte
Nel 1985, Rubell, già affetto da bronchite cronica, scoprì di avere l'AIDS. Cominciò così ad assumere l'AZT, senza interrompere però l'uso di droghe e alcool, altra sua abitudine che aggravò la malattia e indebolì ulteriormente il suo già fragile sistema immunitario. Legato sentimentalmente allo stilista Bill Hamilton, quest'ultimo rimase con lui fino alla fine dei suoi giorni.
Poche settimane prima della morte, Rubell si ricoverò al Beth Israel Medical Center di New York sotto falso nome per cercare di guarire gravi ulcere peptiche, insufficienza renale ed epatite. Morì nel medesimo ospedale il 25 luglio 1989, ufficialmente di epatite e shock settico complicato dall'AIDS, venendo sepolto al Beth Moses Cemetery di Farmingdale. Ai funerali di Rubell, celebrati il 27 luglio, parteciparono numerosi habitué dello Studio 54, tra cui Bianca Jagger e lo stilista Calvin Klein.

## Filmografia
- Allo Studio 54 è dedicato il film omonimo del 1998, dove Mike Myers interpreta il ruolo di Rubell.